# Трійця (Чортківський район)
Трі́йця — село в Україні, у Скала-Подільській селищній громаді Чортківського району Тернопільської області. Розташоване на річці Збруч, на сході району. До 2015 підпорядковане Іванківській сільраді.
Від вересня 2015 року ввійшло у склад Скала-Подільської селищної громади.
У 1964—1990 називалося Зоряне.
Населення — 48 осіб (2007).

## Географія
Село Трійця знаходиться на правому березі річки Збруч, вище за течією на відстані 2 км розташоване село Бережанка, нижче за течією на відстані 4 км розташоване село Турильче, на протилежному березі — село Пукляки.
Село розташоване на відстані 359 км від Києва, 96 км — від обласного центру міста Тернополя та 13 км від  міста Борщів.

## Історія
Поблизу села виявлено археологічні пам'ятки голіградської культури.
Михайло Крищук пов'язує походження назви села з язичницьким божества Трояна, покровителя місцевих слов'янських племен в дохристиянські часи.
У 1940-1941, 1944-1959 роках село належало до Скала-Подільського району Тернопільської області. З ліквідацією району 1959 року увійшло до складу Борщівського району.
12 червня 2020 року, відповідно до розпорядження Кабінету Міністрів України № 724-р «Про визначення адміністративних центрів та затвердження територій територіальних громад Тернопільської області» увійшло до складу Скала-Подільської селищної громади.
19 липня 2020 року, в результаті адміністративно-територіальної реформи та ліквідації Борщівського району, село увійшло до складу новоутвореного Чортківського району.

## Населення
За переписом населення України 2001 року в селі мешкало 59 осіб. 100 % населення вказало своєю рідною мовою українську мову.

## Релігія
- церква Івана Хрестителя (1890, перебудовано з костьолу, мурована, УГКЦ).

## Соціальна сфера
Працюють клуб, бібліотека, ФАП.

## Природоохоронні території
Село Трійця межує з національним природним парком «Подільські Товтри».

## Галерея

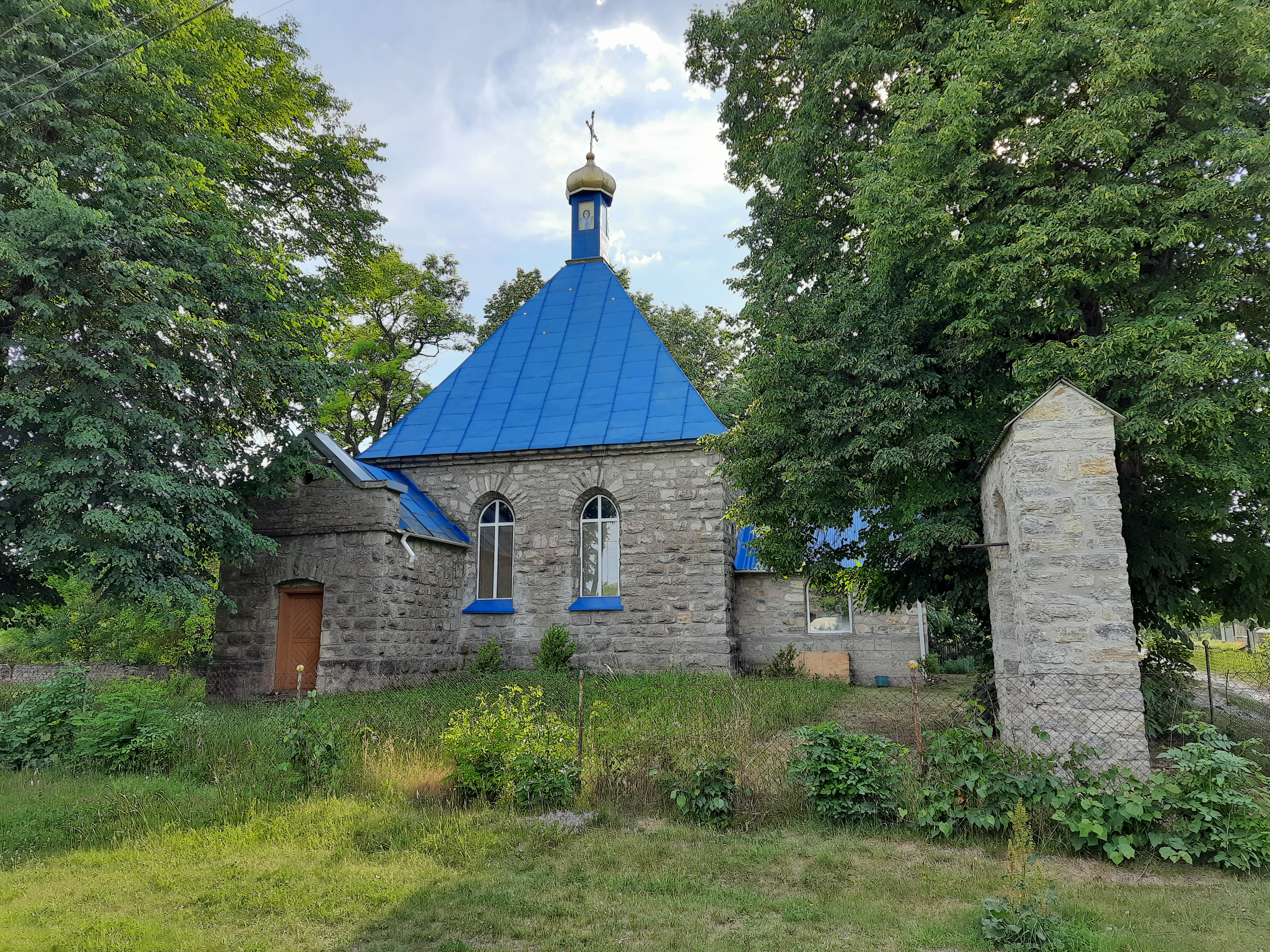
Церква Івана Хрестителя (перебудовано з костелу).
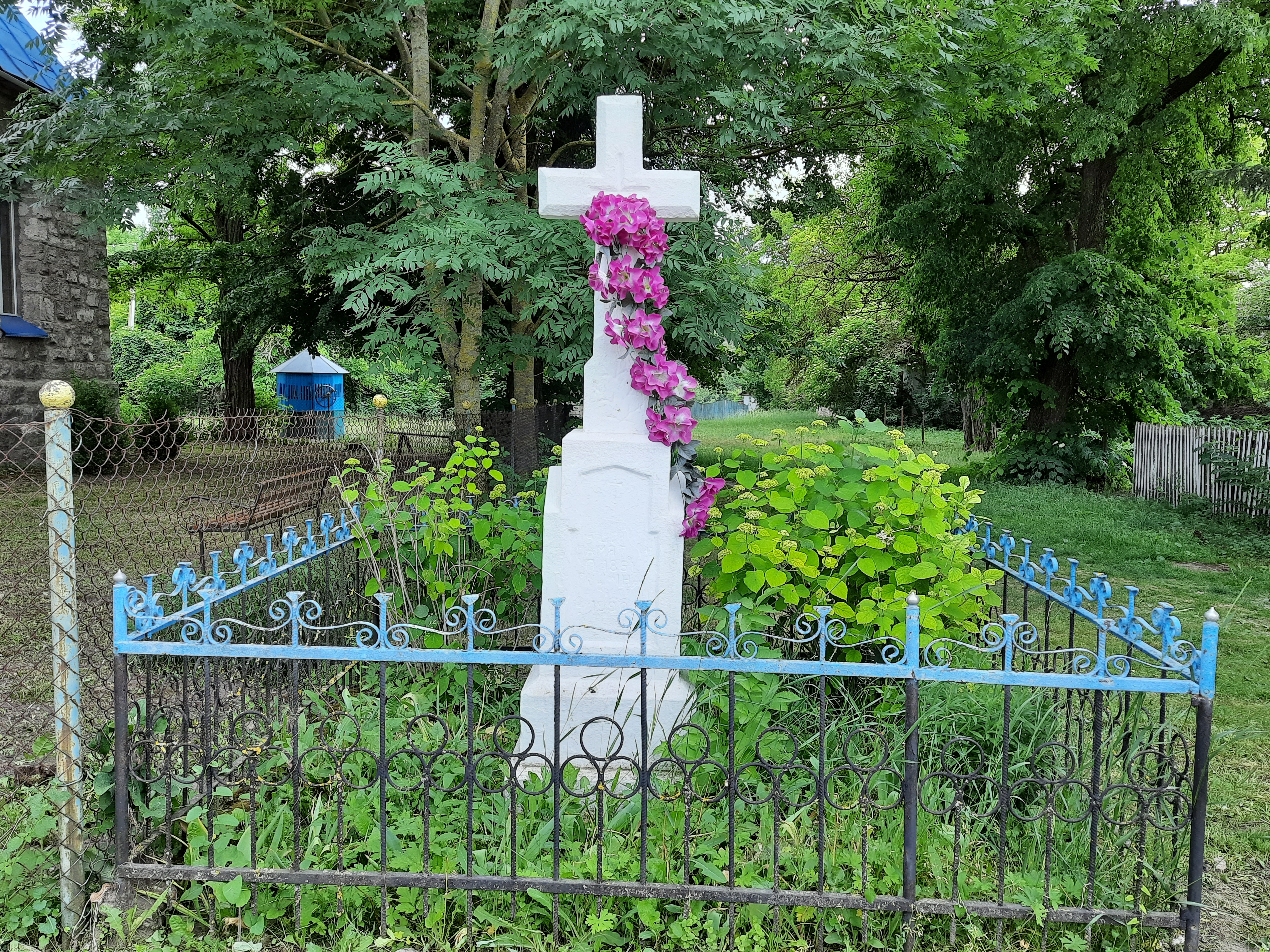
Старий хрест біля костелу.
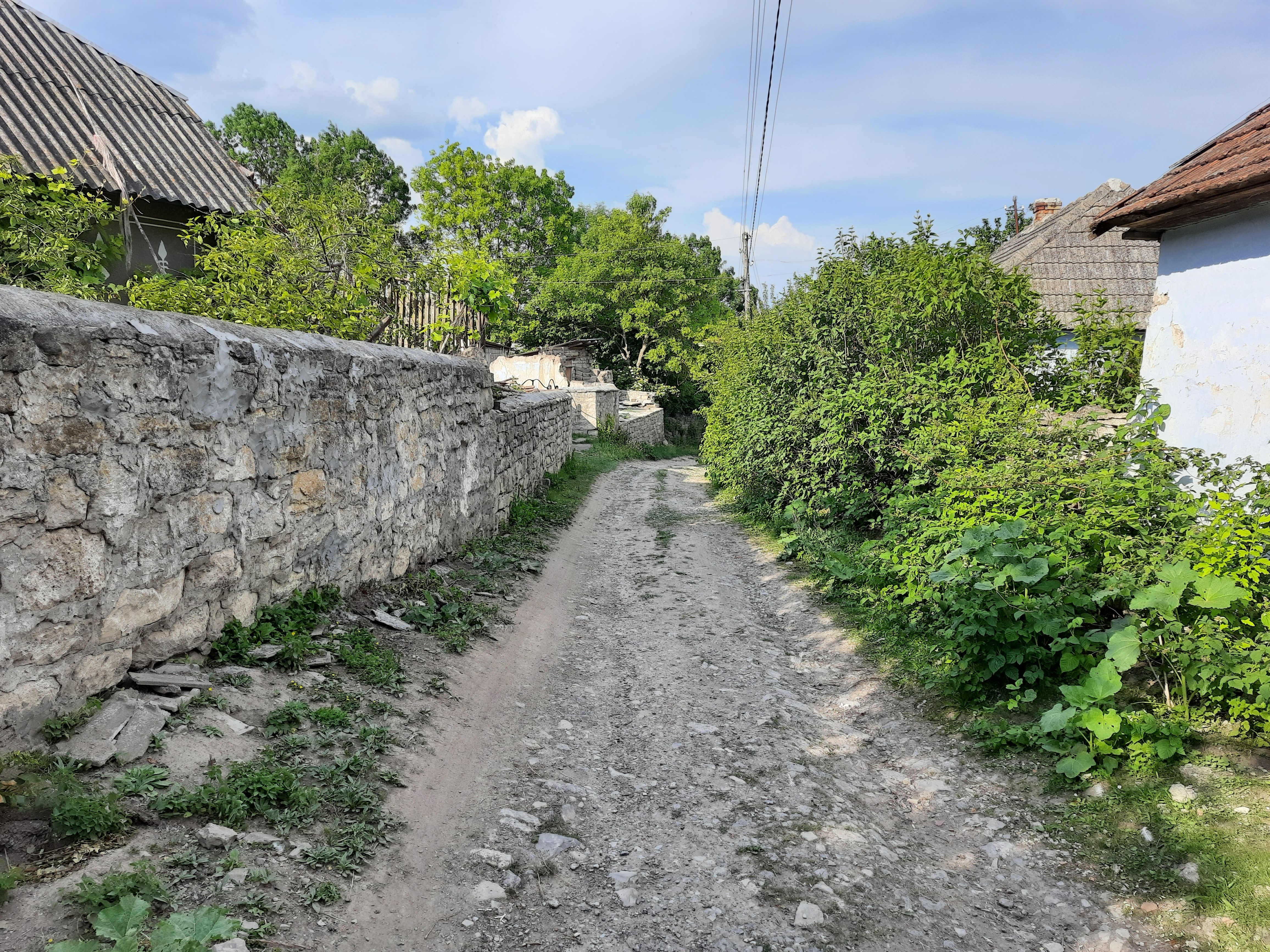
Типова для Надзбруччя вулиця з кам'яними мурами.
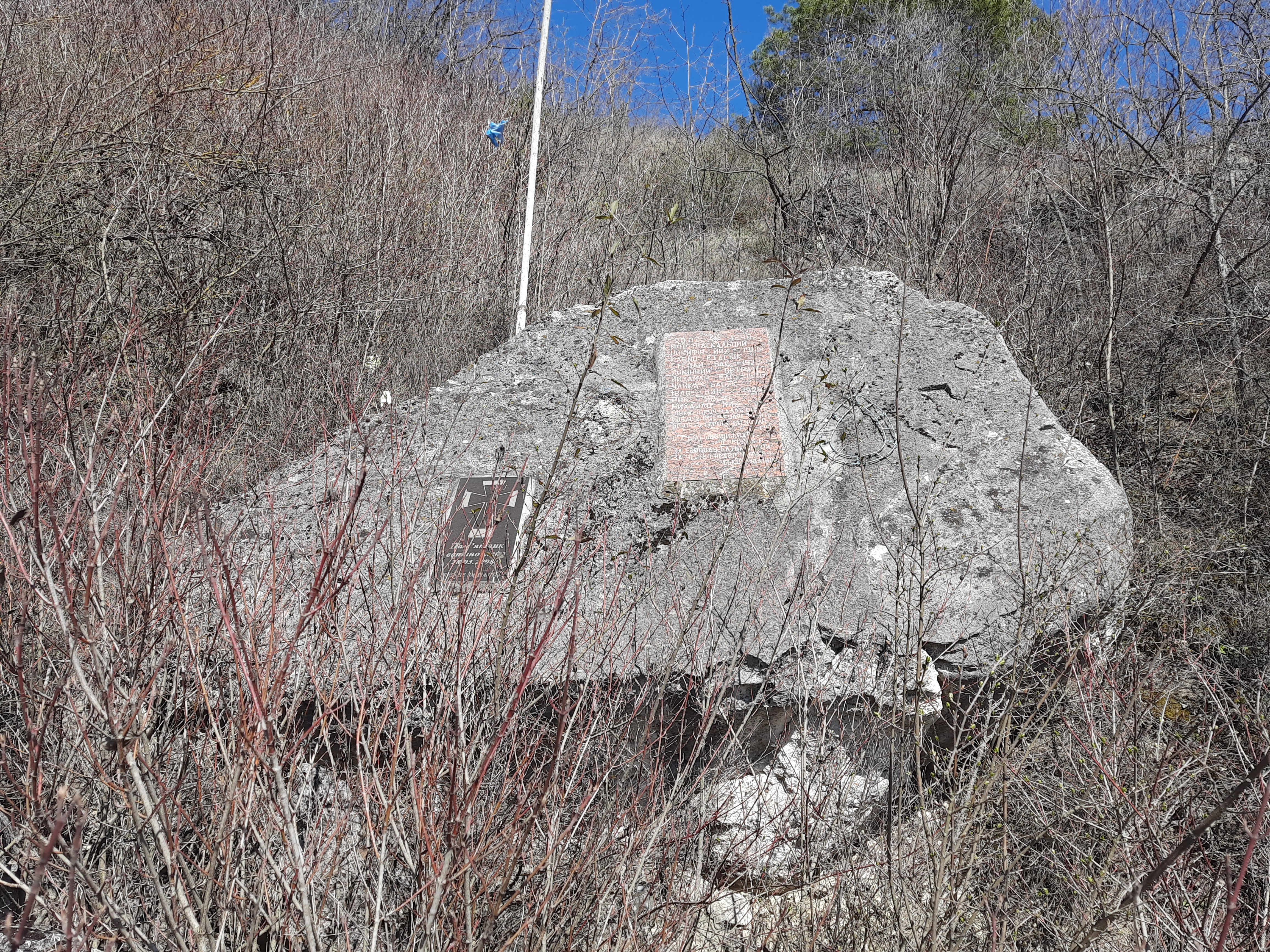
Пам'ятний знак в честь вояків УПА за селом
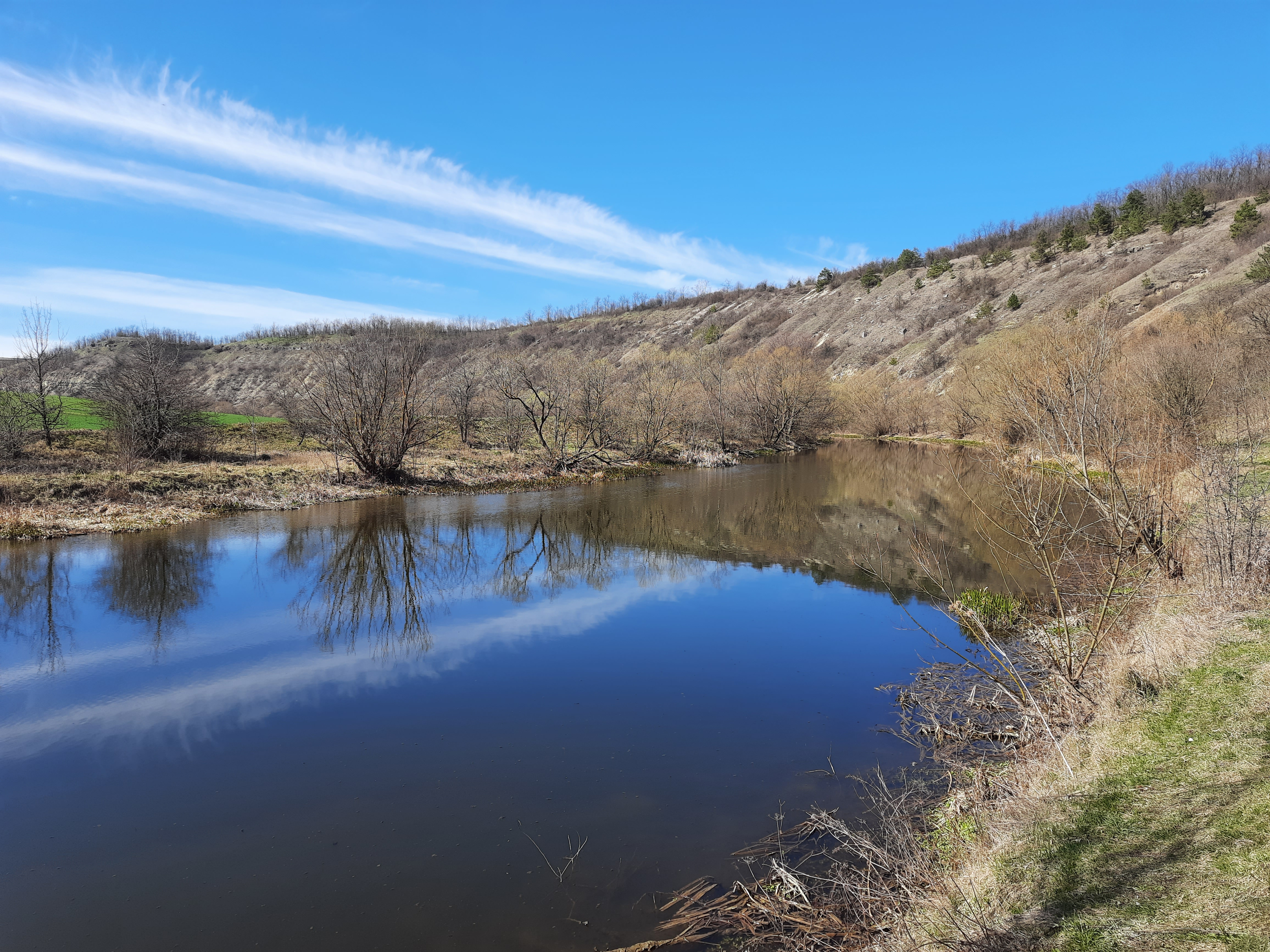
Збруч біля села